# Takahashi Hiroto
Hiroto Takahashi (sinh ngày 26 tháng 10 năm 1969) là một cầu thủ bóng đá người Nhật Bản.

## Sự nghiệp câu lạc bộ
Hiroto Takahashi đã từng chơi cho Nagoya Grampus Eight.